# Cục Thương mại điện tử và Kinh tế số (Việt Nam)
Cục Thương mại điện tử và Kinh tế số (tiếng Anh: Vietnam E-commerce and Digital Economy Agency, viết tắt là iDEA) là tổ chức thuộc Bộ Công Thương, thực hiện chức năng tham mưu, giúp Bộ trưởng Bộ Công Thương quản lý nhà nước và tổ chức thực thi pháp luật trong lĩnh vực thương mại điện tử và hoạt động kinh tế số; tổ chức, quản lý hoạt động sự nghiệp dịch vụ công thuộc lĩnh vực, phạm vi quản lý của Cục theo quy định của pháp luật và phân cấp, uỷ quyền của Bộ trưởng.
Chức năng, nhiệm vụ, quyền hạn và cơ cấu tổ chức của Cục Thương mại điện tử và Kinh tế số được quy định tại Quyết định số 2642/QĐ-BCT ngày 2/12/2022 của Bộ trưởng Bộ Công Thương.

## Nhiệm vụ và quyền hạn
Theo Điều 2, Quyết định số 2642/QĐ-BCT ngày 2/12/2022 của Bộ trưởng Bộ Công Thương, Cục Thương mại điện tử và Kinh tế số có các nhiệm vụ, quyền hạn chính:
- Xây dựng và trình Bộ trưởng ban hành hoặc để Bộ trưởng trình cơ quan quản lý nhà nước có thẩm quyền phê duyệt, ban hành các văn bản quy phạm pháp luật, chiến lược, kế hoạch, chương trình, dự án, đề án, cơ chế, chính sách phát triển, tiêu chuẩn kỹ thuật về thương mại điện tử và hoạt động kinh tế số thuộc phạm vi quản lý nhà nước của Bộ.
- Tổ chức thực hiện, hướng dẫn, kiểm tra việc thực hiện các văn bản quy phạm pháp luật, chiến lược, kế hoạch, chương trình, dự án, đề án, cơ chế, chính sách, tiêu chuẩn kỹ thuật về thương mại điện tử và kinh tế số sau khi được cơ quan có thẩm quyền phê duyệt.
- Thực hiện chức năng quản lý nhà nước trong quản lý hoạt động thương mại điện tử; phát triển thương mại điện tử và kinh tế số; dịch vụ công trực tuyến và phát triển chính phủ điện tử; về đào tạo phát triển nguồn nhân lực thương mại điện tử và kinh tế số.
- Thực hiện các nhiệm vụ khác do Bộ trưởng giao.

## Lãnh đạo Cục[1]
- Cục trưởng: Lê Hoàng Oanh
- Phó Cục trưởng:

1. Nguyễn Thế Quang
2. Lại Việt Anh[2]
3. Nguyễn Thị Minh Huyền[3]

## Cơ cấu tổ chức
(Theo Điều 3, Quyết định số 2642/QĐ-BCT ngày 2/12/2022 của Bộ trưởng Bộ Công Thương)

### Các đơn vị giúp việc Cục trưởng
- Văn phòng Cục
- Phòng Chính sách
- Phòng Hợp tác quốc tế
- Phòng Quản lý hoạt động thương mại điện tử
- Phòng Kinh tế số
- Phòng Chính phủ số

### Các đơn vị sự nghiệp
- Trung tâm Phát triển thương mại điện tử
- Trung tâm Tin học và Công nghệ số